# Earl Moran
Earl Steffa Moran (Belle Plaine, 8 dicembre 1893 – Santa Monica, 17 gennaio 1984) è stato un illustratore statunitense.

## Biografia
Figlio di Frank Moran (1865-1949) e Adella Bell (Steffa) Moran (1870-1965). Formatosi all'Art Students League, ebbe numerosi maestri fra cui  Vincent Drumond, Robert Henri, Thomas Fogarty e George Bridgman. In seguito aprì un piccolo studio a Chicago nel 1931. Si tratta di uno dei più celebri artisti di Pin-up.
Nel 1941 Moran aiutò Robert Harrison nel lancio di una rivista chiamata Beauty Parade. In quei tempi lavorò anche con Marilyn Monroe, all'epoca giovane promessa sconosciuta al mondo, dove posando otteneva i primi soldi della sua carriera, fra le tante illustrazioni eseguite una di esse mostrava un cartello con su scritto fermata d'autobus preannunciando il titolo di uno dei film che l'attrice girò successivamente.